# Sergio (diamant)
Sergio, portugisiska Carbonado do Sergio, är världens största svarta diamant och även den största oslipade diamanten som någonsin påträffats. Den väger 3 167 karat (633,4 g) och hittades i delstaten Bahia i Brasilien år 1895. Liksom andra svarta diamanter antas den vara av meteoritiskt ursprung.